# USS Porpoise (SS-7)
USS Porpoise (SS-7) – amerykański okręt podwodny z początku XX wieku i okresu I wojny światowej, szósta zamówiona jednostka typu A. Została zwodowana 23 września 1901 roku w Crescent Shipyard w Elizabeth i przyjęta w skład US Navy 19 września 1903 roku. W listopadzie 1911 roku nazwę okrętu zmieniono na oznaczenie literowo-numeryczne A-6. Okręt skreślono z listy floty 16 stycznia 1922 roku.

## Projekt i budowa
USS „Porpoise”, zaprojektowany przez inż. Johna Hollanda, stanowił rozwinięcie jego poprzedniego projektu Holland VI – pierwszego okrętu podwodnego zakupionego przez US Navy. Oprócz większych wymiarów i wyporności, na śródokręcie przeniesiono zbiorniki balastowe w celu poprawy manewrowości. „Porpoise”, podobnie jak wszystkie okręty typu A, był jednostką pół-eksperymentalną (m.in. testowano na nim różne rodzaje kiosków i peryskopy).
Okręt zbudowany został w stoczni Crescent Shipyard w Elizabeth. Stępkę jednostki położono 13 grudnia 1900 roku, a zwodowana została 23 września 1901 roku.

## Dane taktyczno–techniczne
„Porpoise” był małym okrętem podwodnym o konstrukcji jednokadłubowej. Długość całkowita wykonanej ze stali jednostki wynosiła 19,5 metra, szerokość 3,6 metra i zanurzenie 3,2 metra. Wyporność w położeniu nawodnym wynosiła 107 ton, a w zanurzeniu 123 tony. Okręt napędzany był na powierzchni przez 4-cylindrowy silnik benzynowy Otto o mocy 160 koni mechanicznych (KM). Napęd podwodny zapewniał silnik elektryczny prądu stałego o mocy 70 KM. Jednośrubowy układ napędowy pozwalał osiągnąć prędkość 8 węzłów na powierzchni i 7 węzłów w zanurzeniu. Zasięg wynosił 184 Mm przy prędkości 8 węzłów w położeniu nawodnym oraz 21 Mm przy prędkości 4 węzłów pod wodą. Energia elektryczna magazynowana była w akumulatorach kwasowo-ołowiowych o zmiennym napięciu od 70 do 160 V, które zapewniały 2 godziny podwodnego pływania przy pełnym obciążeniu. Dopuszczalna głębokość zanurzenia wynosiła 25 metrów.
Okręt wyposażony był w dziobową wyrzutnię torped kalibru 450 mm (18"), z łącznym zapasem pięciu torped. Załoga okrętu składała się jednego oficera oraz sześciu podoficerów i marynarzy.

## Przebieg służby
USS „Porpoise” (Submarine Torpedo Boat No. 7) został wcielony do służby w US Navy 19 września 1903 roku. Pierwszym dowódcą jednostki został por. mar. Charles P. Nelson. Okręt został przydzielony do Centrum Uzbrojenia Torpedowego w Newport, gdzie brał udział w szkoleniu i eksperymentach. Okres od września 1904 roku do lutego 1906 roku „Porpoise” spędził na remoncie w stoczni New York Naval Shipyard. 7 marca 1907 roku został wcielony do 1. Flotylli Torpedowej, a następnie był tymczasowo (do czerwca 1907 roku) używany w Akademii Marynarki Wojennej Stanów Zjednoczonych w Annapolis. 21 kwietnia 1908 roku „Porpoise” został wycofany ze służby, a następnie po częściowym demontażu wraz z bliźniaczym „Shark” na pokładzie węglowca USS „Caesar” rozpoczął podróż na Filipiny. 20 listopada 1908 roku w Cavite okręt ponownie przyjęto do służby w 1. Dywizjonie Okrętów Podwodnych we Flocie Azjatyckiej.
W kwietniu 1909 roku ówczesny dowódca jednostki, chor. Kenneth Whiting podjął udaną próbę opuszczenia zanurzonego okrętu podwodnego przez wyrzutnię torpedową. 17 listopada 1911 roku nazwę okrętu zmieniono na oznaczenie literowo-numeryczne A-6. W okresie I wojny światowej, pod dowództwem por. mar. A.H. Baileya, okręt patrolował wejście do Zatoki Manilskiej i eskortował lokalne konwoje. 12 grudnia 1919 roku w Cavite A-6 został wycofany ze służby i przeznaczony na okręt-cel. 17 lipca 1920 roku okręt otrzymał numer identyfikacyjny SS-7. Z listy floty został skreślony 16 stycznia 1922 roku.